# روبرت شامبرز (سياسي)
روبرت شامبرز هو سياسي كندي، ولد في 1813، وتوفي في 1875. حزبياً، نشط في الحزب الليبرالي في نوفا سكوشا ‏. وقد انتخب عضو مجلس نواب نوفا سكوتيا.